# Municipio de Adams (condado de Grant)
El municipio de Adams (en inglés: Adams Township) es un municipio ubicado en el condado de Grant en el estado estadounidense de Dakota del Sur. En el año 2010 tenía una población de 150 habitantes y una densidad poblacional de 1,06 personas por km².

## Geografía
El municipio de Adams se encuentra ubicado en las coordenadas 45°1′13″N 96°32′43″O / 45.02028, -96.54528. Según la Oficina del Censo de los Estados Unidos, el municipio tiene una superficie total de 141.13 km², de la cual 141,13 km² corresponden a tierra firme y (0 %) 0 km² es agua.

## Demografía
Según el censo de 2010, había 150 personas residiendo en el municipio de Adams. La densidad de población era de 1,06 hab./km². De los 150 habitantes, el municipio de Adams estaba compuesto por el 100 % blancos. Del total de la población el 0 % eran hispanos o latinos de cualquier raza.